# Kirchenkreis Arnstadt-Ilmenau
Der Kirchenkreis Arnstadt-Ilmenau ist ein Kirchenkreis der Evangelischen Kirche in Mitteldeutschland mit Sitz in Arnstadt, der zum Bischofssprengel Erfurt gehört. Superintendentin ist Elke Rosenthal.

## Lage und Allgemeines
Der Kirchenkreis Arnstadt-Ilmenau liegt im Südwesten von Thüringen. Sein Gebiet ist weitgehend identisch mit dem des Ilm-Kreises. Einzelne Gemeinden bzw. Gemeindeteile gehören zu den kreisfreien Städten Erfurt (Molsdorf) und Suhl (Gehlberg, Schmiedefeld am Rennsteig und Vesser) sowie zur Stadt Königsee im Landkreis Saalfeld-Rudolstadt (Hengelbach und Paulinzella).
Im Kirchenkreis lebten am 31. Dezember 2023 15.607 evangelische Christen. Er hat damit einen Anteil von evangelischen Christen an der Gesamtbevölkerung von 15,47 %.
Das Kreiskirchenamt, das verschiedene Verwaltungsaufgaben wie zum Beispiel die Abwicklung von Bau-, Personal- oder Versicherungsangelegenheiten für mehrere Kirchenkreise übernimmt, befindet sich in Meiningen.

## Pfarrbereiche
Die Kirchengemeinden sind in die 13 Pfarrbereiche Arnstadt, Elxleben-Witzleben, Gehren, Geratal, Großbreitenbach, Gräfenroda-Geschwenda, Gräfinau-Angstedt, Ichtershausen-Holzhausen, Ilmenau, Ilmenau-Unterpörlitz, Marlishausen, Schmiedefeld-Frauenwald und Stadtilm gegliedert.

## Geschichte und Ausblick
Die Superintendentur Arnstadt-Ilmenau entstand 1997 durch Fusion der Superintendenturen Arnstadt und Ilmenau innerhalb des Aufsichtsbezirkes Süd in der Evangelisch-Lutherischen Kirche in Thüringen. Nach der Bildung der Evangelischen Kirche in Mitteldeutschland 2009 gehörte der nunmehrige Kirchenkreis Arnstadt-Ilmenau zunächst zum Propstsprengel Meiningen-Suhl, seit 2022 gehört er dem neugebildeten Bischofssprengel Erfurt an.
Erster Superintendent war von 1997 bis 2006 Michael Hundertmark, von 2006 bis 2019 folgte Angelika Greim-Harland und seit 2020 ist Elke Rosenthal im Amt.
Zum 1. Januar 2023 vergrößerte sich der Kirchenkreis um den Pfarrbereich Gräfenroda-Geschwenda, der bisher dem Kirchenkreis Waltershausen-Ohrdruf angehört hatte, und zum 1. Januar 2024 um den Pfarrbereich Schmiedefeld-Frauenwald, der vom Kirchenkreis Henneberger Land wechselte.
Für den 1. Januar 2026 ist eine Fusion der drei Kirchenkreise Arnstadt-Ilmenau, Gotha und Waltershausen-Ohrdruf zu einem neuen Kirchenkreis Gotha mit Sitz in Gotha geplant.